# 林松賢
林松賢（1961年5月6日—），台灣嘉義人。中華民國國術總會國家級裁判、國家級教練。
曾先後擔任東南技術學院、國立臺灣藝術學院、國立臺灣師範大學等院校國術社之指導教練，歷任中華民國八極拳協會第一屆秘書長、第二、三屆理事長。
現為劉門武藝（香港）勁定會總教練、劉門武藝廣東訓練場總教練、中華民國八極拳協會顧問、香港八極拳協會會長、八極拳協會松傳分會總教練及松傳古藝武術學苑總教練。

## 經歷
- 自少習武，隨祖父學習金鷹拳。
- 1977年赴臺北升學，與張光宏一同隨衛笑堂修習八步螳螂拳。及後拜入劉雲樵門下，開始學習八極拳。
- 1984年起，進入武壇國術推廣中心教練進修班，並開始擔任教練工作。之後歷任東南技術學院、國立臺灣藝術學院等校國術社指導教練。
- 1999年中華民國八極拳協會成立，就任第一屆秘書長。
- 2000年起擔任國立臺灣師範大學國術社指導教練。
- 2001年獲推選為中華民國八極拳協會第二屆理事長，並於2003年獲推選連任，直至2005年卸任。
- 2003年成立中華民國八極拳協會板橋分會及劉門武藝（香港）勁定會，並擔任總教練。
- 2004年設立劉門武藝廣東訓練場。
- 2005年成立松傳古藝武術學苑，並將中華民國八極拳協會板橋分會改名為中華民國八極拳協會松傳分會。[3]
- 2009年成立香港八極拳協會。
- 2012年成立香港武壇，並獲武壇國術推廣中心聘任為資深教練。[4]
- 2015年再度獲推選為中華民國八極拳協會第九屆理事長。[5]

## 外部連結
- 香港電台《功夫傳奇II：威風八極》 （页面存档备份，存于）
- 武道茶禪（林松賢官方博客）